# 海龙街道 (朝阳市)
海龙街道，是中华人民共和国辽宁省朝阳市龙城区下辖的一个乡镇级行政单位。

## 行政区划
海龙街道下辖以下地区：
和平社区、紫金苑社区、利民社区、新城社区、中华园社区和八里堡村。